# Antonio Ángel Algora
Antonio Ángel Algora Hernando (La Vilueña (Zaragoza), 2 de octubre de 1940-Madrid, 15 de octubre de 2020) fue un obispo católico español. Obispo de Teruel y Albarracín (1985-2003) y de Ciudad Real (2003-2016).

## Biografía

### Formación y labores pastorales
Nació en La Vilueña (Zaragoza), el 2 de octubre de 1940. Cursó los estudios eclesiásticos en el Seminario Diocesano de Madrid. El 23 de diciembre de 1967 fue ordenado sacerdote y quedó incardinado en la que entonces era Archidiócesis de Madrid-Alcalá y hoy son tres diócesis: Madrid, Alcalá y Getafe. Su especialidad académica es la Sociología.
Desde 1968 a 1973 fue consiliario de las Hermandades del Trabajo en Alcalá de Henares. Trasladado a Madrid como consiliario de los jóvenes de Hermandades, sustituyó al fundador, don Abundio García Román, en 1978, como consiliario del centro de Madrid. El 9 de octubre de 1984 fue nombrado vicario episcopal de la Vicaría VIII de la Archidiócesis de Madrid. Fue presidente hasta 2015 del patronato de la Fundación Pablo VI, siendo sucedido por Mons. Ginés García Beltrán, obispo de Getafe.

### Obispo
El 20 de julio de 1985 fue nombrado obispo de Teruel y Albarracín. Recibió la consagración episcopal el 29 de septiembre de ese mismo año. Tras casi dieciocho años al frente de la Diócesis de Teruel y Albarracín, tomó posesión de la de Ciudad Real el 18 de mayo de 2003, sustituyendo a don Rafael Torija de la Fuente. Tras presentar su renuncia el 2 de octubre de 2015, fue sustituido por Gerardo Melgar Viciosa al frente de la diócesis manchega con la toma de posesión el 21 de mayo de 2016.   
En la Conferencia Episcopal Española fue miembro del Consejo de Economía y como tal, responsable del Secretariado para el Sostenimiento de la Iglesia entre 1991 y 2016. Además, fue vocal de la Comisión Episcopal de Apostolado Seglar y responsable del Departamento de Pastoral Obrera.

### Fallecimiento
El 20 de septiembre de 2020 fue ingresado en el Hospital La Paz (Madrid) a causa una neumonía bilateral originada por la COVID-19. En la mañana del 15 de octubre sufrió un fallo multiorgánico, a consecuencia del cual falleció a primera hora de la tarde de ese mismo día.
Fue enterrado en la vía sacra de la Catedral de Ciudad Real el sábado 17 de octubre de 2020 tras la celebración de la misa exequial, a continuación del obispo Rafael Torija. Presidió la misa el obispo de la Diócesis de Ciudad Real, monseñor Gerardo Melgar.